# Stary Zawidów
Stary Zawidów (niem. Alt Seidenberg) – wieś w Polsce, położona w województwie dolnośląskim, w powiecie zgorzeleckim, w gminie Sulików.

## Położenie
Stary Zawidów to przygraniczna wieś o długości około 1,5 km, leżąca na Pogórzu Izerskim, na wschodnim skraju Obniżenia Zawidowskiego, na wysokości około 270–300 m n.p.m.

## Podział administracyjny
| SIMC    | Nazwa     | Rodzaj  |
| ------- | --------- | ------- |
| 0192614 | Wielichów | kolonia |

W latach 1975–1998 miejscowość administracyjnie należała do województwa jeleniogórskiego.

## Znane osoby związane ze Starym Zawidowem
Miejsce urodzenia Jakuba Böhmego (1575-1624), niemieckiego mistyka i filozofa religii.